# Arthur Maschka-Bellmann
Arthur Maschka Bellmann (1. července 1849, Praha – 28. listopadu 1921, Praha) byl český tiskař, nakladatel, fotograf a majitel tiskárna Koppe – Bellmann. Roku 1882 se stal členem Fotografické společnosti ve Vídni. Od roku 1885 spoluvlastníkem firmy Carl Bellmann (knihtiskárna a závod pro světlotisk i fotografii). Vykonával také funkci přísežného soudního znalce pro oblast knihtiskařství.

## Život a dílo

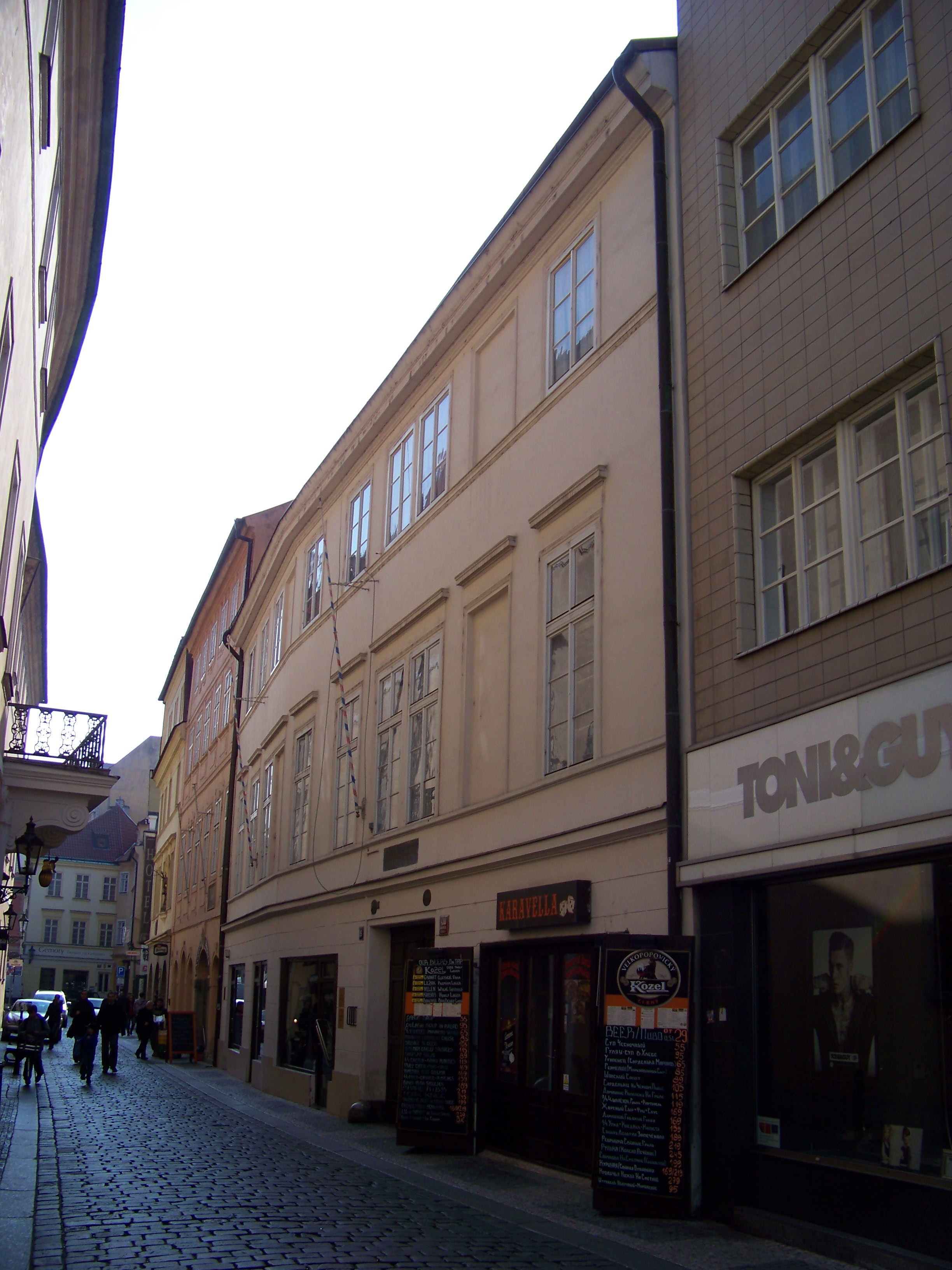
Dům U zlatého říšského jablka

Byl synem pražského zvonaře, tiskaře a nakladatele Karla Ferdinanda Bellmanna, který vybudoval významnou tiskařskou a nakladatelskou firmu.

Pro otce pracoval jako prokurista, roku 1885 se stal společníkem. Po smrti otce v roce 1893 ústav převzal. Téhož roku ústav přesídlil z Mikulášské 1076/I (dnešní Pařížské) do domu U Zlatého říšského jablka v Michalské 438/I. Dům se mu podařilo odkoupit od dcery fotografa Františka Fridricha včetně fotoateliéru a archívu. 

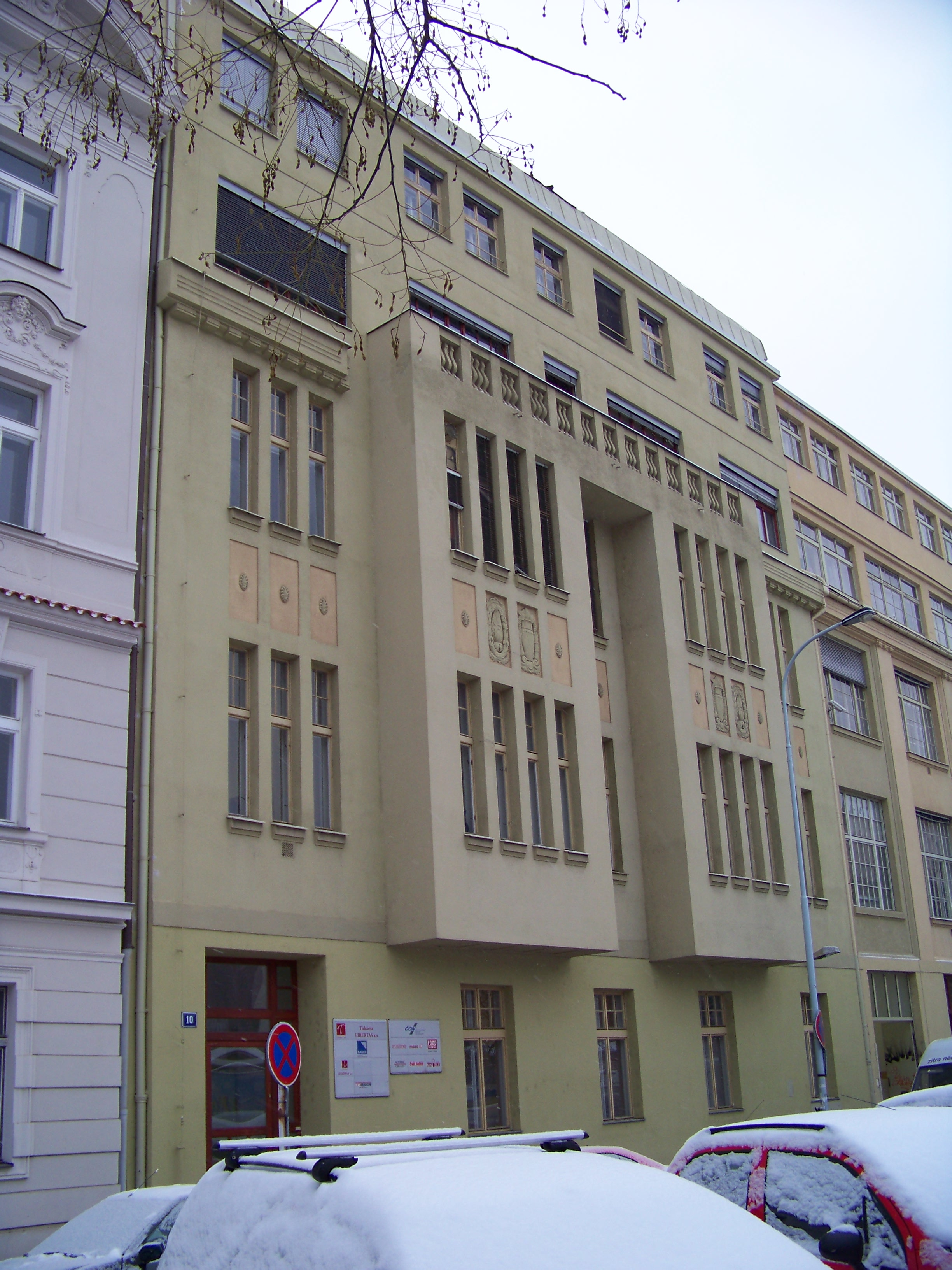
Drtinova 557/10

V roce 1912 se podnik spojil s tiskárnou Alexandra Leopolda Koppeho na Smíchově, vznikla tak nová společnost Koppe - Bellmann. Roku 1913 pro ni postavil stavitel Václav Nekvasil novou budovu v Drtinově ulici 557/V. V roce 1925 byla tato tiskárna prodána a stala se majetkem nakladatelství Melantrich.
Je pohřben v rodinné hrobce na Olšanských hřbitovech v Praze, ve III. hřbitově.

### Nakladatelství, tisk, fotografie a světlotisk
Bellmannova firma byla jednou z prvních u nás, které se začaly zabývat světlotiskem. Jejich prvotní práce zahrnovaly mnoho nezdařilých pokusů a obtíží, dosáhly ale mimořádné kvality a jejich světlotisky brzy vykazovaly čistotu a jasnost tisku srovnatelnou se zahraniční produkcí. Firma začala pomalu tiskařství odsouvat na druhou pozici a soustředila se na vydávání exemplářů, ve kterých se spojovala typografie se světlotiskem. V té době vydala řadu průvodců a leporel s fotografiemi Prahy i dalších měst.
- 1885 soubor 120 světlotisků pro Národopisnou výstavu českoslovanskou v Praze, který se prodával i formou sešitů po deseti listech
- 1886 Bellmann's Führer durch Prag und Umgebung[8]
- 1894 21 poprsí v trifóriu dómu sv. Víta v Praze[9]
- 1895 Památky výtvarné z českoslovanské výstavy národopisné roku[10]
- 1896 Album Svatojánské[11]
- 1901 Praha a její okolí - Prag und seine Umgebung
- 1905 Seznam 66. výroční výstavy Krasoumné jednoty pro Čechy v Praze 1905
- 1923 První plán Velké Prahy[12]

### Pohlednice Prahy
Firma vydala pravděpodobně největší množství pražských pohlednic provedených světlotiskem. První exempláře byly vydány v roce 1897. Šlo o velkou sérii obsahující až 400 kusů. Série byla v dalších letech početně rozšiřována a opakovaně vydávána i v kolorované verzi. Na všech pohlednicích z této dílny se setkáváme se jménem zakladatele firmy "Carl Bellmann", ačkoliv je syn Arthur vydával až po otcově smrti. Pohlednice podávají neocenitelné svědectví o životě a vývoji Prahy na přelomu 19. a 20. století. Pohlednice zvané „belmanky“ jsou dodnes mezi sběrateli hojně vyhledávané.

## Galerie

### Pohlednice

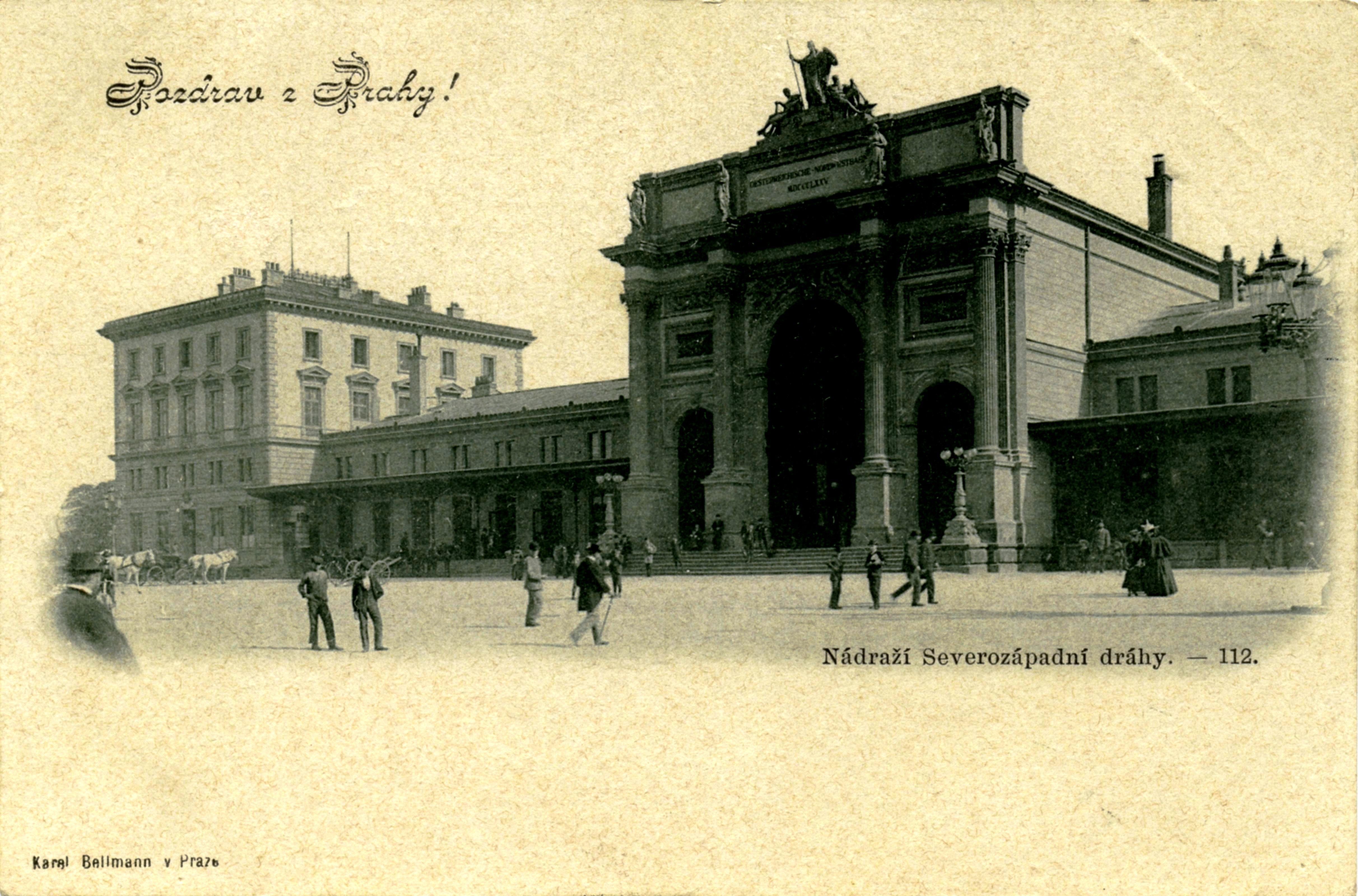
Pohlednice Nádraží Těšnov na vydané fotografii Karla Bellmanna
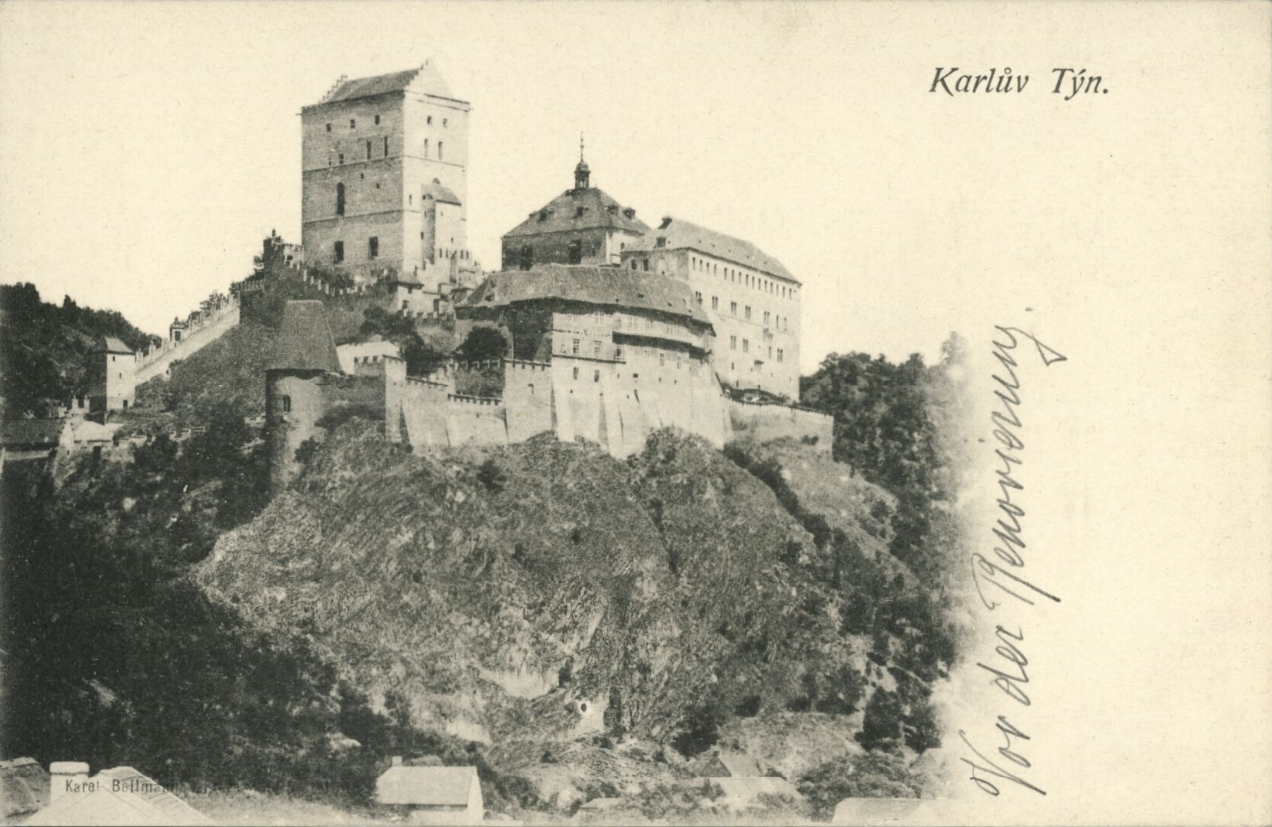
Pohlednice Karlova Týna na fotografii Karla Bellmanna